# Arhysoceble huberi
Arhysoceble huberi är en biart som först beskrevs av Adolpho Ducke 1908.  Arhysoceble huberi ingår i släktet Arhysoceble och familjen långtungebin. Inga underarter finns listade.